# Rally Cataluña de 2001
El Rally Cataluña de 2001, oficialmente 37º Rally Catalunya - Costa Brava (Rallye de España), fue la edición 37.ª y la cuarta ronda de la temporada 2001 del Campeonato Mundial de Rally. Se celebró del 22 al 25 de marzo y contó con dieciocho tramos de asfalto con un total de 383.18 km cronometrados.

## Itinerario y ganadores
| Día        | Tramo | Hora  | Nombre                 | Distancia | Ganador           | Tiempo    | Vel. media | Líder rally       |
| ---------- | ----- | ----- | ---------------------- | --------- | ----------------- | --------- | ---------- | ----------------- |
| 1 (23 mar) | SS1   | 09:58 | La Trona 1             | 12.89km   | Jesús Puras       | 8:24.8    | 91,9       | Jesús Puras       |
| 1 (23 mar) | SS2   | 10:33 | Alpens - les Llosses 1 | 21.79km   | Tommi Mäkinen     | 13:30.3   | 96,8       | Jesús Puras       |
| 1 (23 mar) | SS3   | 11:33 | Vallfogona 1           | 15.80km   | Philippe Bugalski | 9:21.2    | 101,4      | Jesús Puras       |
| 1 (23 mar) | SS4   | 13:51 | La Trona 2             | 12.89km   | Didier Auriol     | 8:26.2    | 91,7       | Jesús Puras       |
| 1 (23 mar) | SS5   | 14:26 | Alpens - les Llosses 2 | 21.79km   | Philippe Bugalski | 13:32.7   | 96,5       | Jesús Puras       |
| 1 (23 mar) | SS6   | 15:26 | Vallfogona 2           | 15.80km   | Philippe Bugalski | 9:19.3    | 101,7      | Jesús Puras       |
| 2 (24 mar) | SS7   | 08:55 | Pratdip 1              | 31.57km   | Jesús Puras       | 19:12.0   | 98,7       | Jesús Puras       |
| 2 (24 mar) | SS8   | 10:06 | Escaladei 1            | 14.43km   | Philippe Bugalski | 10:26.6   | 82,9       | Jesús Puras       |
| 2 (24 mar) | SS9   | 12:04 | La Riba 1              | 35.89km   | Philippe Bugalski | 21:56.6   | 98,1       | Philippe Bugalski |
| 2 (24 mar) | SS10  | 14:34 | Pratdip 2              | 31.57km   | Philippe Bugalski | 19:17.8   | 98,2       | Philippe Bugalski |
| 2 (24 mar) | SS11  | 15:45 | Escaladei 2            | 14.43km   | Didier Auriol     | 10:44.5   | 80,6       | Philippe Bugalski |
| 2 (24 mar) | SS12  | 17:43 | La Riba 2              | 35.89km   | Cancelado         | Cancelado |            | Philippe Bugalski |
| 3 (25 mar) | SS13  | 08:36 | Coll de Bracons 1      | 19.66 km  | Gilles Panizzi    | 12:51.3   | 91,8       | Philippe Bugalski |
| 3 (25 mar) | SS14  | 09:53 | Osor 1                 | 13.26 km  | Didier Auriol     | 8:12.4    | 96,9       | Philippe Bugalski |
| 3 (25 mar) | SS15  | 10:27 | Collsesplanes 1        | 26.28 km  | Philippe Bugalski | 16:28.0   | 95,8       | Didier Auriol     |
| 3 (25 mar) | SS16  | 12:18 | Coll de Bracons 2      | 19.66 km  | Didier Auriol     | 12:56.1   | 91,2       | Didier Auriol     |
| 3 (25 mar) | SS17  | 13:35 | Osor 2                 | 13.26 km  | Gilles Panizzi    | 8:10.9    | 97,2       | Didier Auriol     |
| 3 (25 mar) | SS18  | 14:09 | Collsesplanes 2        | 26.28 km  | Philippe Bugalski | 16:33.3   | 95,2       | Didier Auriol     |

## Clasificación final
| Pos.     | Piloto             | Copiloto           | Automóvil                   | Tiempo    | Diferencia | Puntos |
| WRC      | WRC                | WRC                | WRC                         | WRC       | WRC        | WRC    |
| -------- | ------------------ | ------------------ | --------------------------- | --------- | ---------- | ------ |
| 1.       | Didier Auriol      | Denis Giraudet     | Peugeot 206 WRC             | 3:40:54.7 | 0.0        | 10     |
| 2.       | Gilles Panizzi     | Hervé Panizzi      | Peugeot 206 WRC             | 3:41:17.9 | +23.2      | 6      |
| 3.       | Tommi Mäkinen      | Risto Mannisenmäki | Mitsubishi Lancer Evo VI    | 3:41:56.1 | +1:01.4    | 4      |
| 4.       | Freddy Loix        | Sven Smeets        | Mitsubishi Carisma GT Evo 6 | 3:43:11.4 | +2:16.7    | 3      |
| 5.       | Carlos Sainz       | Luis Moya          | Ford Focus WRC              | 3:43:30.4 | +2:35.7    | 2      |
| 6.       | François Delecour  | Daniel Grataloup   | Ford Focus WRC              | 3:43:38.4 | +2:43.7    | 1      |
| 7.       | Richard Burns      | Robert Reid        | Subaru Impreza WRC          | 3:43:57.5 | +3:02.8    |        |
| 8.       | Philippe Bugalski  | Jean-Paul Chiaroni | Citroën Xsara WRC           | 3:44:20.4 | +3:25.7    |        |
| 9.       | Simon Jean-Joseph  | Jack Boyère        | Peugeot 206 WRC             | 3:45:54.0 | +4:59.3    |        |
| 10.      | Bruno Thiry        | Stéphane Prévot    | Škoda Octavia WRC           | 3:46:58.6 | +6:03.9    |        |
| PWRC     |                    |                    |                             |           |            |        |
| 1. (18.) | Gabriel Pozzo      | Daniel Stillo      | Mitsubishi Carisma Evo VI   | 4:04:36.1 | 0.0        | 10     |
| 2. (19.) | Roger Feghali      | Bruno Brissart     | Mitsubishi Lancer Evo VI    | 4:06:23.3 | +1:47.2    | 6      |
| 3. (21.) | Stig Blomqvist     | Ana Goñi           | Mitsubishi Lancer Evo VI    | 4:07:13.5 | +2:37.4    | 4      |
| 4. (23.) | Stanisław Griazin  | Dmitrij Jeremeiew  | Mitsubishi Lancer Evo VI    | 4:07:54.4 | +3:18.3    | 3      |
| 5. (27.) | Joan Font          | Manel Muñoz        | Mitsubishi Lancer Evo VI    | 4:09:40.8 | +5:04.7    | 2      |
| 6. (29.) | Bob Colsoul        | Tom Colsoul        | Mitsubishi Lancer Evo V     | 4:16:54.6 | +12.18.5   | 1      |
| JWRC     |                    |                    |                             |           |            |        |
| 1. (15.) | Sébastien Loeb     | Daniel Elena       | Citroën Saxo VTS S1600      | 4:00:18.6 | 0.0        | 10     |
| 2. (16.) | Giandomenico Basso | Flavio Guglielmini | Fiat Punto S1600            | 4:03:09.3 | +2:50.7    | 6      |
| 3. (20.) | Corrado Fontana    | Renzo Casazza      | Peugeot 206 XS S1600        | 4:06:29.8 | +6:11.2    | 4      |
| 4. (22.) | Martin Stenshorne  | Clive Jenkins      | Ford Puma S1600             | 4:07:24.3 | +7:05.7    | 3      |
| 5. (24.) | Andrea Dallavilla  | Danilo Fappani     | Fiat Punto S1600            | 4:08:27.8 | +8:09.2    | 2      |
| 6. (25.) | Christian Chemin   | Matteo Bacchin     | Fiat Punto S1600            | 4:09:03.0 | +8.44.4    | 1      |